# 2021 en Antarctique
Cet article présente les faits marquants de l'année 2021 en Antarctique.

## Évènements
- Mai : Détachement de la banquise d'un iceberg de 4 320 km2[1].